# Coca-Cola 600
Das Coca-Cola 600 (bis 1984 World 600) ist ein 600-Meilen-Rennen in der NASCAR Cup Series. Das Rennen findet auf dem Charlotte Motor Speedway bei Charlotte im Bundesstaat North Carolina am Wochenende des Memorial Day, das heißt dem letzten Wochenende im Mai, statt. Mit einer Rennlänge von umgerechnet 966 km ist es das längste Rennen der NASCAR Cup Series, das längste regelmäßig auf einer Ovalrennstrecke stattfindende Rennen und nur 34 km kürzer als die übliche Distanz von 1000 km bei Langstreckenrennen.

## Geschichte

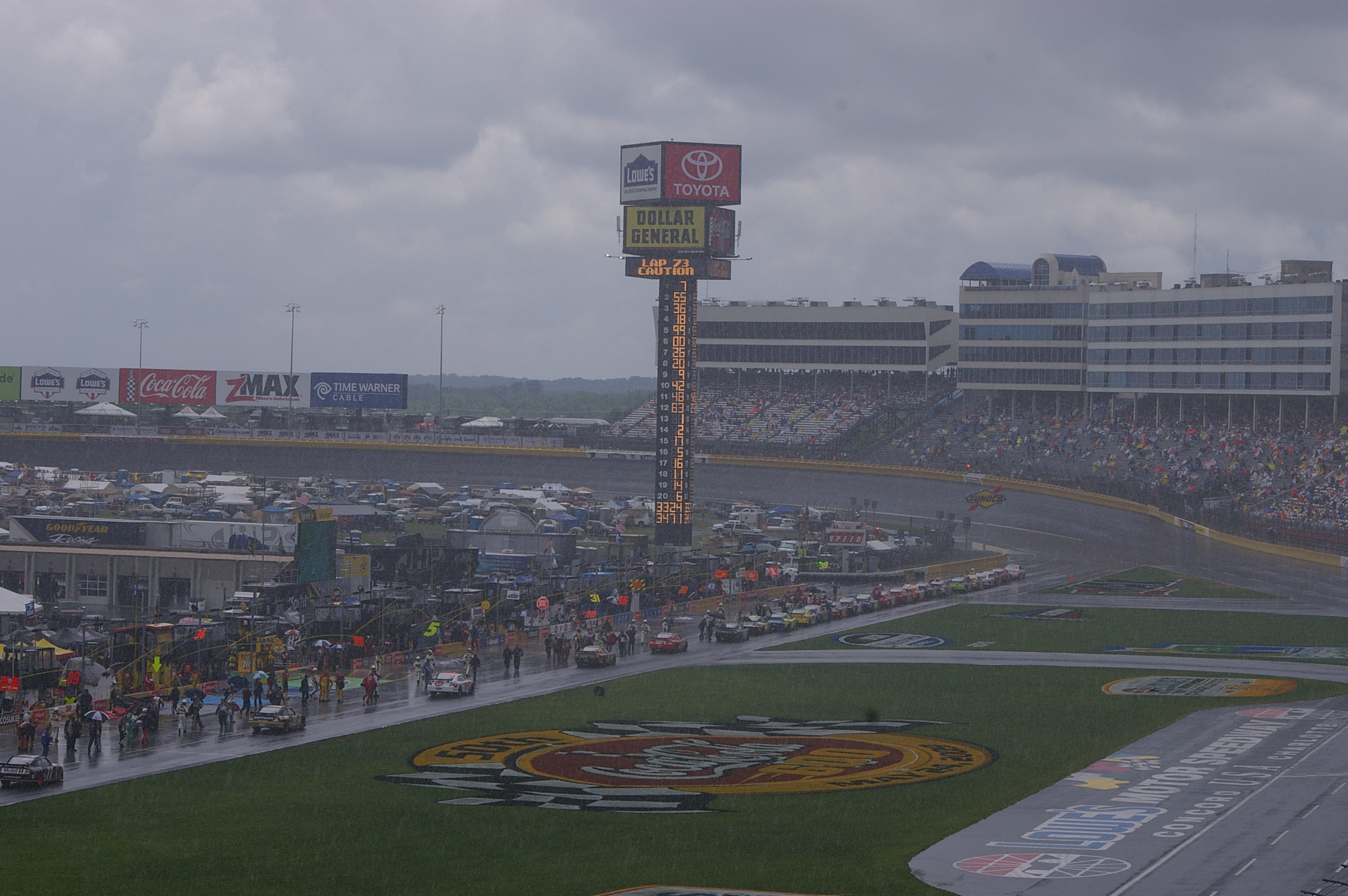
Regnerische Bedingungen im Jahr 2009

Das Rennen wurde im Jahre 1960 ursprünglich als Konkurrenzveranstaltung zum Indianapolis 500 eingeführt. In den Jahren von 2002 bis 2004 erreichte es höhere Einschaltquoten als eben jenes. Bis ins Jahr 1974 fanden die beiden Veranstaltungen an unterschiedlichen Tagen statt, bevor sie beide auf den Sonntag als Austragungstermin gelegt wurden. Sowohl vor als auch nach der Zusammenlegung gab es Fahrer, die sowohl beim Coca-Cola 600 als auch beim Indianapolis 500 teilnahmen, wobei die Zahl nach der Zusammenlegung geringer wurde.
Als im Jahre 1992 eine Flutlichtanlage auf dem Speedway installiert wurde, wandten sich die Fans an das Management der Rennstrecke, das Rennen später am Tag zu starten, um der Hitze und hohen Luftfeuchtigkeit North Carolinas zu entgehen. Das Rennen sollten gegen Abend unter Flutlicht beendet werden, da die Temperaturen gegen Abend für die Zuschauer deutlich angenehmer sind. So wurde der Start in den 1990er Jahren immer wieder nach hinten verschoben, bevor er im Jahre 2001 auf 17:30 Uhr Ortszeit gelegt wurde. Dieser Zeitpunkt wurde gewählt, um das Rennen gegen 22 Uhr zu beenden, damit die Sender des FOX-Network zu dieser Zeit ihre Lokalnachrichten ausstrahlen können.
Die Veränderung der Startzeit führte zu einer neuen Herausforderung. Nicht nur, dass die Teams beim Start des Rennens noch mit den hohen Temperaturen zu kämpfen haben, müssen sie sich mit Einbruch der Nacht auf vollkommen veränderte Streckenverhältnisse einstellen. Bei Dunkelheit wird die Rennstrecke mit einer Flutlichtanlage beleuchtet, die Parabolspiegel benutzt, um die Blendung der Fahrer zu minimieren.

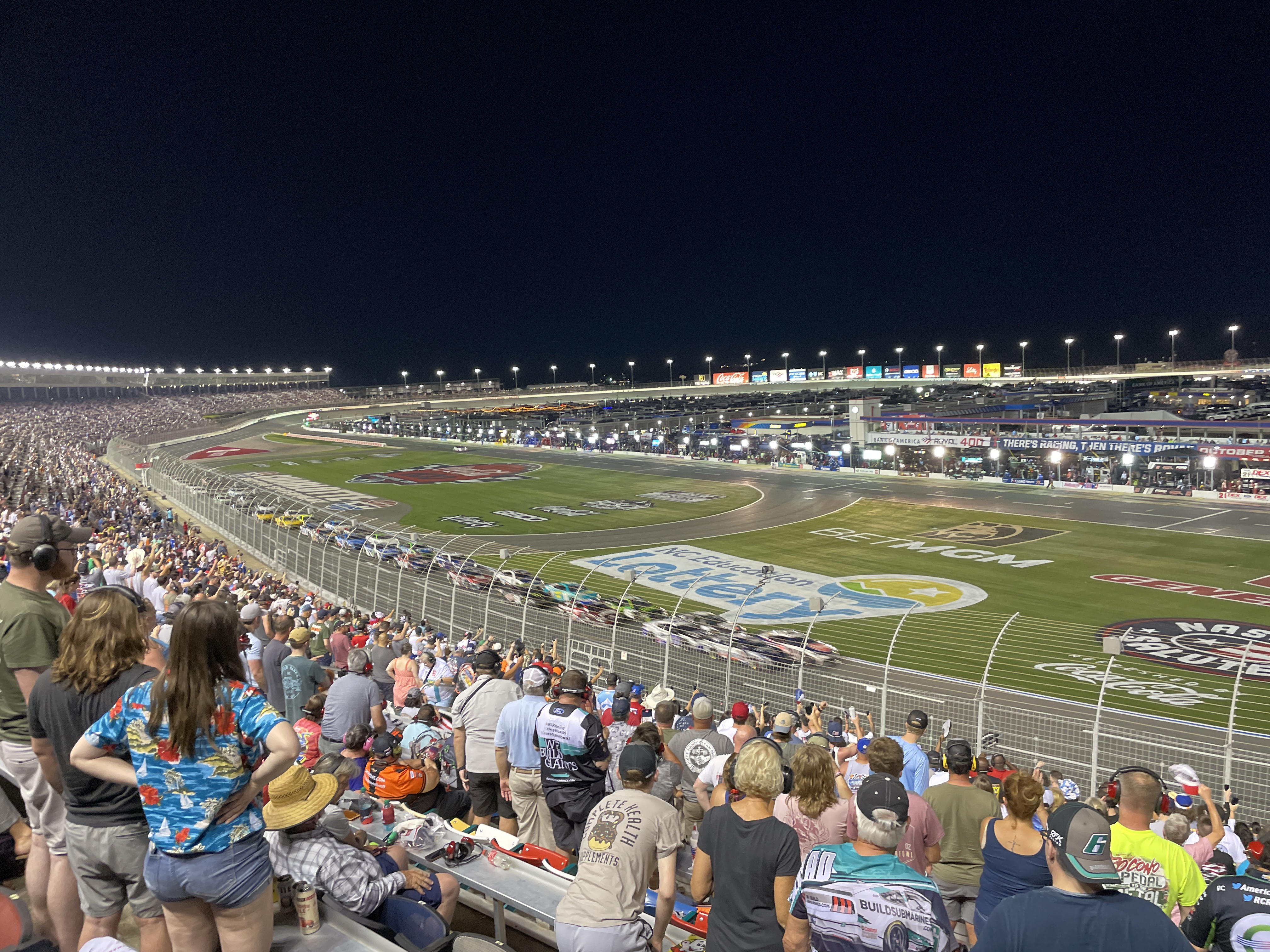
Rennen im Jahr 2024.

Mit der Verlegung des Startzeitpunktes war es möglich geworden, dass Fahrer wieder sowohl beim Indianapolis 500 als auch beim Coca-Cola 600 antreten konnten, indem sie nach dem Ende des Rennens in Indianapolis mit dem Flugzeug nach Charlotte flogen. Ob dieses Vorgehen, bei zwei Rennen an einem Tag mit einer Distanz von 1100 Meilen gut für die Gesundheit ist und ein Sicherheitsrisiko darstellt, war unter Experten umstritten. Zumindest gibt es keine gesetzliche Regelung, die dieses Vorgehen verbietet. Die Diskussion wurde allerdings überflüssig, als im Jahre 2005 der Start des Indianapolis 500 um eine Stunde nach hinten verlegt wurde, um höhere Einschaltquoten zu erreichen. Dadurch verbleibt nur noch knapp eine Stunde für den Transfer von Indianapolis nach Charlotte.
Seit 2011 wurde der Start des Indianapolis 500 zurück zur Mittagszeit verlegt. Seitdem haben nur zwei Fahrer die sogenannte „Double Duty“ bestritten.
Mit der Einführung des Stage-Racing-Formats 2017 sollten ursprünglich die Etappen 1 und 2 des 600er-Rennens 115 Runden lang sein, während die dritte und letzte Etappe die restlichen 170 Runden umfassen sollte. Wenige Wochen vor dem Rennen wurde das Etappenformat geändert und eine vierte Etappe hinzugefügt. Somit wurde das Coca-Cola 600 zu dem Rennen mit der höchstmöglichen Punkteausbeute der Fahrer.
Mit der COVID-19-Pandemie wurde das Rennen vor leeren Zuschauerrängen abgehalten.

## Bisherige Sieger
- 1960:  Joe Lee Johnson
- 1961:  David Pearson
- 1962:  Nelson Stacy
- 1963:  Fred Lorenzen
- 1964:  Jim Paschal
- 1965:  Fred Lorenzen
- 1966:  Marvin Panch
- 1967:  Jim Paschal
- 1968:  Buddy Baker
- 1969:  LeeRoy Yarbrough
- 1970:  Donnie Allison
- 1971:  Bobby Allison
- 1972:  Buddy Baker
- 1973:  Buddy Baker
- 1974:  David Pearson
- 1975:  Richard Petty
- 1976:  David Pearson
- 1977:  Richard Petty
- 1978:  Darrell Waltrip
- 1979:  Darrell Waltrip
- 1980:  Benny Parsons
- 1981:  Bobby Allison
- 1982:  Neil Bonnett
- 1983:  Neil Bonnett
- 1984:  Bobby Allison
- 1985:  Darrell Waltrip
- 1986:  Dale Earnhardt
- 1987:  Kyle Petty
- 1988:  Darrell Waltrip
- 1989:  Darrell Waltrip
- 1990:  Rusty Wallace
- 1991:  Davey Allison
- 1992:  Dale Earnhardt
- 1993:  Dale Earnhardt
- 1994:  Jeff Gordon
- 1995:  Bobby Labonte
- 1996:  Dale Jarrett
- 1997:  Jeff Gordon
- 1998:  Jeff Gordon
- 1999:  Jeff Burton
- 2000:  Matt Kenseth
- 2001:  Jeff Burton
- 2002:  Mark Martin
- 2003:  Jimmie Johnson
- 2004:  Jimmie Johnson
- 2005:  Jimmie Johnson
- 2006:  Kasey Kahne
- 2007:  Casey Mears
- 2008:  Kasey Kahne
- 2009:  David Reutimann
- 2010:  Kurt Busch
- 2011:  Kevin Harvick
- 2012:  Kasey Kahne
- 2013:  Kevin Harvick
- 2014:  Jimmie Johnson
- 2015:  Carl Edwards
- 2016:  Martin Truex junior
- 2017:  Austin Dillon
- 2018:  Kyle Busch
- 2019:  Martin Truex Jr.
- 2020:  Brad Keselowski